# Bulbophyllum santosii
Bulbophyllum santosii är en orkidéart som beskrevs av Oakes Ames. Bulbophyllum santosii ingår i släktet Bulbophyllum och familjen orkidéer.
Artens utbredningsområde är Filippinerna. Inga underarter finns listade i Catalogue of Life.